# Бука (остров)
Бука (англ. Buka) — остров преимущественно кораллового происхождения в Тихом океане, в архипелаге Соломоновы острова. Входит в состав Папуа — Новой Гвинеи. Второй по размеру остров Автономного региона Бугенвиль региона Айлендс. Населён меланезийцами. Площадь 682,3 км². Открыт 25 августа 1767 года Филиппом Картеретом.
Остров был местом сражений между австралийскими, американскими и японскими войсками во Вторую мировую войну.
Отделён от главного острова Бугенвиля проливом Бука. На юге острова и на северном берегу этого пролива расположена столица Бугенвиля Бука.